# Pjetër
Pjetër ist ein männlicher Vorname.

## Herkunft und Bedeutung
Er ist die albanische Variante des Namens Peter.

## Bekannte Namensträger
- Pjetër Arbnori (1935–2006), albanischer Schriftsteller und Politiker
- Pjetër Bogdani (1630–1689), Bischof, Erzbischof und albanischer Autor
- Pjetër Budi (1566–1622), Bischof